# Todd Martin
Todd Christopher Martin (Hinsdale, 8 luglio 1970) è un ex tennista statunitense.

## Caratteristiche tecniche
Giocatore destro alto 198 cm, aveva nel servizio e nel gioco a rete i suoi punti di forza: con il primo realizzava moltissimi ace, con il secondo chiudeva rapidamente i punti. Non amava molto gli scambi da fondocampo (tant'è vero che le sue superfici predilette erano il cemento e l'erba).

## Biografia

### Carriera sportiva
Il primo torneo ATP che giocò fu a Newport, nel 1990, mentre il primo successo arrivò tre anni dopo al torneo di Coral Springs (in finale sconfisse David Wheaton). In totale Todd ha conquistato otto titoli di singolare.
Nel 1994 Martin perse la finale degli Australian Open da Pete Sampras (il quale lo liquidò in soli tre set), mentre nel 1999 fu battuto da Andre Agassi nella finale degli US Open (dopo una bellissima partita di cinque set). Nel palmarès dell'americano vanno menzionate inoltre le due semifinali colte a Wimbledon (nel 1994 lo sconfisse Pete Sampras, ma soprattutto nel 1996 fu eliminato da MaliVai Washington, dopo un'incredibile sfida che vedeva Martin in vantaggio per 5-1 nell'ultimo set).
Si è ritirato dall'attività agonistica il 31 agosto 2004, dopo la sconfitta al primo turno degli US Open contro Fabrice Santoro. In totale Martin ha giocato 645 partite da professionista con 411 vittorie.

## Curiosità
- Nel 2002, dopo il ritiro dalle competizioni di Pete Sampras, fu chiesto a Martin se era dispiaciuto dell'addio di un così grande campione. Per tutta risposta Todd dichiarò scherzosamente: "Dispiaciuto? Ma se quello in tutti questi anni mi ha preso a pallate in continuazione..."

## Statistiche

### Singolare

#### Vittorie (8)
| Legenda                                                     |
| Grande Slam (0)                                             |
| Tennis Masters Cup (0)                                      |
| ATP Super 9 / Masters Series (0)                            |
| ATP Championship Series / ATP International Series Gold (3) |
| ATP World Series / ATP International Series (5)             |

| Titoli per superficie |
| Cemento (5)           |
| Erba (1)              |
| Terra rossa (2)       |
| Sintetico (0)         |

| Numero | Data             | Torneo                                            | Superficie  | Avversario in finale | Punteggio          |
| 1.     | 17 maggio 1993   | International Tennis Championships, Coral Springs | Terra rossa | David Wheaton        | 6–3, 6–4           |
| 2.     | 14 febbraio 1994 | Kroger St. Jude International, Memphis (1)        | Cemento     | Brad Gilbert         | 6–4, 7–5           |
| 3.     | 13 giugno 1994   | Queen's Club Championships, Londra                | Erba        | Pete Sampras         | 7–6(4), 7–6(4)     |
| 4.     | 20 febbraio 1995 | Kroger St. Jude International, Memphis (2)        | Cemento     | Paul Haarhuis        | 7-6², 6–4          |
| 5.     | 15 gennaio 1996  | Sydney International, Sydney (1)                  | Cemento     | Goran Ivanišević     | 5–7, 6–3, 6–4      |
| 6.     | 20 aprile 1998   | Torneo Godó, Barcellona                           | Terra rossa | Alberto Berasategui  | 6–2, 1–6, 6–3, 6–2 |
| 7.     | 16 novembre 1998 | Stockholm Open, Stoccolma                         | Cemento     | Thomas Johansson     | 6–3, 6–4, 6–4      |
| 8.     | 18 gennaio 1999  | Sydney International, Sydney (2)                  | Cemento     | Àlex Corretja        | 6–3, 7–6(5)        |

#### Finali perse (12)
| Legenda                                                     |
| Grande Slam (2)                                             |
| Tennis Masters Cup / Grand Slam Cup (1)                     |
| ATP Super 9 / Masters Series (1)                            |
| ATP Championship Series / ATP International Series Gold (4) |
| ATP World Series / ATP International Series (4)             |

| Numero | Data              | Torneo                                         | Superficie       | Avversario in finale | Punteggio                     |
| 1.     | 15 febbraio 1993  | Kroger St. Jude International, Memphis (1)     | Cemento indoor   | Jim Courier          | 5–7, 7–6(4), 7–6(4)           |
| 2.     | 26 luglio 1993    | Legg Mason Tennis Classic, Washington          | Cemento          | Amos Mansdorf        | 7–6(3), 7–5                   |
| 3.     | 1º agosto 1993    | Canada Open, Montréal                          | Cemento          | Mikael Pernfors      | 2–6, 6–2, 7–5                 |
| 4.     | 18 ottobre 1993   | Japan Open Tennis Championships, Tokyo         | Sintetico indoor | Ivan Lendl           | 6–4, 6–4                      |
| 5.     | 31 gennaio 1994   | Australian Open, Melbourne                     | Cemento          | Pete Sampras         | 7–6(4), 6–4, 6–4              |
| 6.     | 2 maggio 1994     | Verizon Tennis Challenge, Atlanta              | Terra verde      | Michael Chang        | 6(4)–7, 7–6(4), 6–0           |
| 7.     | 9 maggio 1994     | U.S. Men's Clay Court Championships, Pinehurst | Terra rossa      | Jared Palmer         | 6–4, 7–6(5)                   |
| 8.     | 18 dicembre 1995  | Grand Slam Cup, Monaco di Baviera              | Sintetico        | Goran Ivanišević     | 7–6, 6–3, 6–4                 |
| 9.     | 26 febbraio 1996  | Kroger St. Jude International, Memphis (2)     | Cemento          | Pete Sampras         | 6–4, 7–6(2)                   |
| 10.    | 22 agosto 1996    | Stockholm Open, Stoccolma                      | Cemento          | Thomas Enqvist       | 5-7, 4-6, 6(0)–7              |
| 11.    | 12 aprile 1999    | Estoril Open, Estoril                          | Terra rossa      | Albert Costa         | 6(4)–7, 6-2, 3-6              |
| 12.    | 13 settembre 1999 | U.S. Open, New York                            | Cemento          | Andre Agassi         | 4-6, 7–6(5), 7–6(2), 3-6, 2-6 |

### Doppio

#### Vittorie (5)
| Legenda                                                     |
| Grande Slam (0)                                             |
| Tennis Masters Cup (0)                                      |
| ATP Super 9 / Masters Series (1)                            |
| ATP Championship Series / ATP International Series Gold (1) |
| ATP World Series / ATP International Series (3)             |

| Titoli per superficie |
| Cemento (2)           |
| Erba (1)              |
| Terra rossa (2)       |
| Sintetico (0)         |

| Numero | Data        | Torneo                                          | Superficie  | Compagno         | Avversari in finale            | Punteggio     |
| 1.     | maggio 1993 | Tampa Open, Tampa                               | Terra rossa | Derrick Rostagno | Kelly Jones Jared Palmer       | 6–3, 6–4      |
| 2.     | agosto 1993 | Indianapolis Tennis Championships, Indianapolis | Cemento     | Scott Davis      | Ken Flach Rick Leach           | 6–4, 6–4      |
| 3.     | aprile 1995 | Bermuda Open, Paget                             | Terra rossa | Grant Connell    | Brett Steven Jason Stoltenberg | 7–6, 2–6, 7–5 |
| 4.     | giugno 1995 | Queen's Club Championships, Queen's             | Erba        | Pete Sampras     | Jan Apell Jonas Björkman       | 7–6, 6–4      |
| 5.     | agosto 2002 | Cincinnati Masters, Cincinnati                  | Cemento     | James Blake      | Mahesh Bhupathi Max Mirnyi     | 7–5, 6–3      |

#### Finali perse (5)
| Legenda                                                     |
| Grande Slam (0)                                             |
| Tennis Masters Cup / Grand Slam Cup (0)                     |
| ATP Super 9 / Masters Series (2)                            |
| ATP Championship Series / ATP International Series Gold (0) |
| ATP World Series / ATP International Series (3)             |

| Numero | Data          | Torneo                                          | Superficie  | Compagno        | Avversari in finale              | Punteggio |
| 1.     | maggio 1993   | Atlanta Tennis Challenge, Atlanta               | Terra rossa | Jared Palmer    | Paul Annacone Richey Reneberg    | 4–6, 6–7  |
| 2.     | agosto 1995   | Indianapolis Tennis Championships, Indianapolis | Cemento     | Scott Davis     | Daniel Nestor Mark Knowles       | 4–6, 4–6  |
| 3.     | novembre 1995 | Paris Masters, Parigi                           | Sintetico   | Jim Grabb       | Grant Connell Patrick Galbraith  | 2–6, 2–6  |
| 4.     | novembre 1996 | Stockholm Open, Stoccolma                       | Cemento     | Chris Woodruff  | Jonathan Stark Patrick Galbraith | 6–7, 4–6  |
| 5.     | marzo 1998    | Indian Wells Masters, Indian Wells              | Cemento     | Richey Reneberg | Jonas Björkman Patrick Rafter    | 4–6, 6–7  |